# ノヴォ・アンブルゴ
ノヴォ・アンブルゴ(Novo Hamburgo)は、ブラジルの都市。ブラジル南部、リオグランデ・ド・スル州の都市。州都ポルトアレグレの北郊に位置する。人口は24万7032人（2020年）。
市名は「新ハンブルク」を意味するが、これはリオグランデ・ド・スル州が当時からドイツ人移民が多く入植した地域であり、この町に入植した最初の市民団がドイツ人だったことから、故郷をしのんでつけられたものである。ノヴォ・アンブルゴはブラジルにおける製靴産業の中心地であり、同市を中心としたシノス川渓谷地方の靴生産量は同国全体の約40％を占め、革靴の生産地としては世界最大となっている。
2014年、近郊鉄道メトロ・デ・ポルトアレグレがノヴォ・アンブルゴ駅まで延伸した。

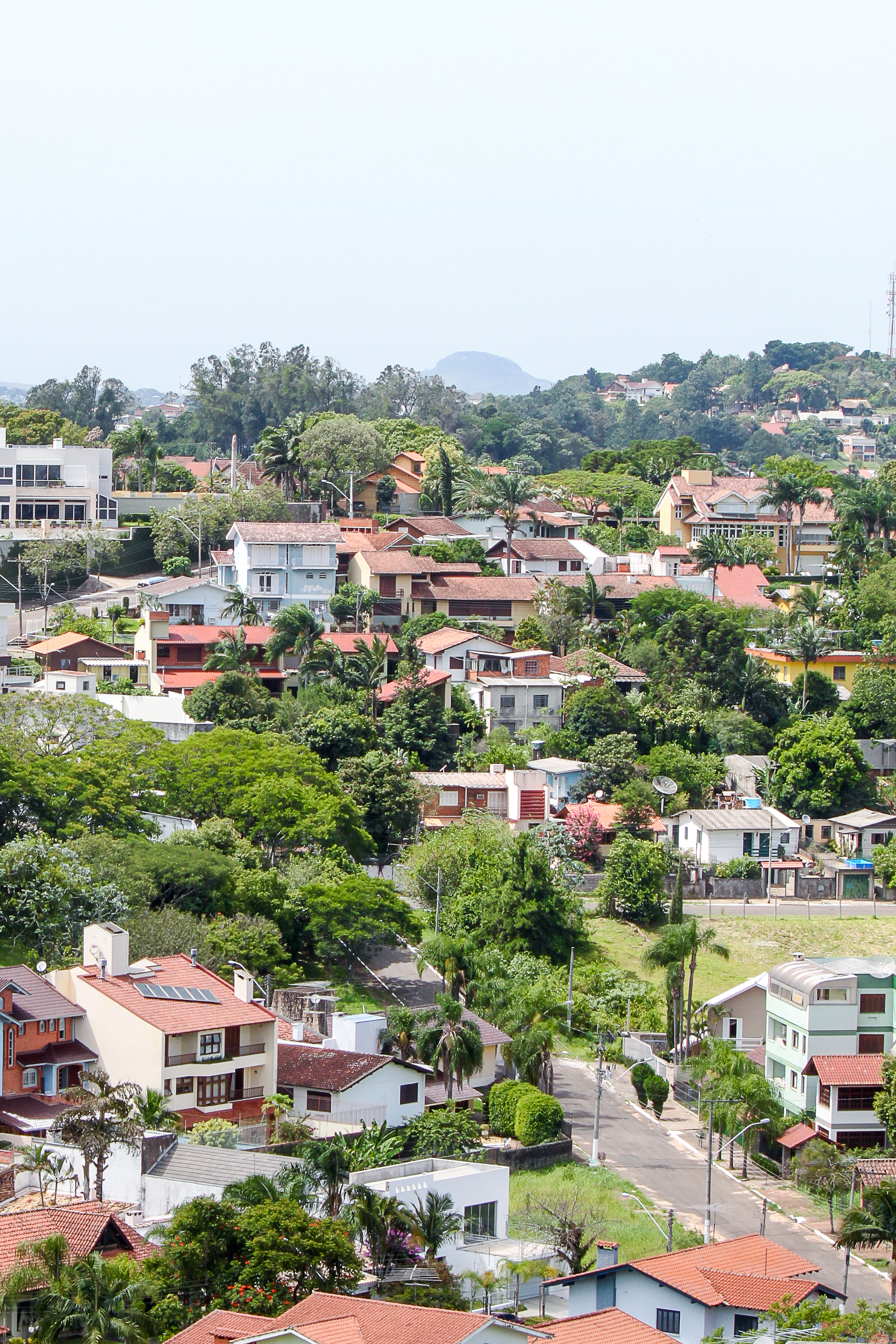
ドイツ風の街並み

## 出身者
- マイコン・ダグラス・シセナンド - サッカー選手
- マルコ・アントニオ・トロコルト - サッカー選手
- アンドレ・エレル - バレーボール選手
- アリソン・ベッカー - サッカー選手
- ギリェルミ・ヌネス・ダ・シウヴァ - サッカー選手

## スポーツ
- ECノヴォ・アンブルゴ - サッカークラブ